# Aedes pernotatus
Aedes pernotatus är en tvåvingeart som beskrevs av Farner och Richard Mitchell Bohart 1944. Aedes pernotatus ingår i släktet Aedes och familjen stickmyggor. Inga underarter finns listade i Catalogue of Life.